# 現代グループ
現代グループ（ヒョンデグループ、日本語読み：げんだいぐるーぷ、韓: 현대그룹、英: Hyundai Group）は、鄭周永によって創設された韓国の旧大規模企業集団で、かつては韓国財閥トップであった。その後の主力事業の独立・売却後は、傘下の現代エレベーターと現代峨山を中心としたグループとなっている。
かつては創業者・鄭周永の後継者とされた五男の鄭夢憲が率いていたが、2003年に自殺後、妻の玄貞恩が後を継いでいる。

## 概要
現代グループの前身であった旧現代財閥は、1947年に設立された現代土建（のちの現代建設）を母体とする企業集団であり、韓国経済危機以前には、自動車、造船、建設、海運、電子工業など、様々な業種の企業を傘下に持つ韓国最大級の財閥であった。しかし韓国経済危機及び創業者の死去に伴う後継争いなどから分裂し、それらはのちに後述する現代自動車グループや現代重工業グループ（現HD現代）といった独自の企業グループとなった。
金剛山観光事業は、グループの全体的な業績悪化を招き、2003年以降には現代電子と現代建設がワークアウト（企業改善作業）に突入、中心的な系列会社だった現代証券（2017年合併でKB国民銀行グループのKB証券となる）を含む金融系列会社本体や現代商船も自動車運搬船など利益の出ていた事業を売却せざるを得なくなった。現代グループは対北事業開始から20年で中堅企業レベルまで規模が縮小した。2015年には大規模企業集団基準（資産規模5兆ウォン）を下回り、法的にも「中堅企業」の地位になった。現代グループは2015年の公定資産（12兆5664億ウォン）基準で財界21位。
金剛山観光事業で稼いだ資金で核兵器を完成させた後、金正恩は現代に利用価値がなくなったと判断して金剛山から撤去を命じている。韓国の財界は「核兵器開発と韓国政府の一方的な『求愛』によって、北朝鮮は南北関係で確実な主導権を握った」「20年間、韓国政府を信じて厳しい試練を甘受してきた現代グループだけがスケープゴートとして残って没落した」様子を兎死狗烹（用済みとなった有能な者が殺されることの意）の四字熟語で例えている。

## 沿革
1934年、京城に米問屋の京一商会を設立。
1946年、ソウルで現代自動車工業社（自動車修理業）、翌年、現代土建社（後の現代建設）を開業。
1967年、現代自動車設立、翌年「コルティナ」生産開始。
1972年、韓国初となる造船業に進出し、蔚山に現代造船所（後の現代重工業）を建設。
1976年、Asia Merchant Marine（後の現代商船）設立。
1983年、現代電子産業（後のSKハイニックス）設立。

### 韓国経済危機による財閥分裂・再編
1997年に経営破綻した起亜自動車を現代自動車が買収し経営統合。現代-起亜自動車グループを作る。
1997年の韓国経済危機の時に経営難に陥った現代財閥は解体され、現代-起亜自動車グループは現代財閥から2000年に分離、翌2001年8月には現代建設及びハイニックス半導体（後のSKハイニックス）も現代グループの手を離れた。
現代重工業グループも2002年に現代財閥から分離し、別会社のグループとして存続している。
2000年代後半から2010年代にかけては、債権団管理下にあるかつてのグループ有力企業を巡る買収合戦が繰り広げられ、現代重工業が2009年と2010年にそれぞれ現代総合商事と現代オイルバンクを、現代自動車は2011年に現代建設を、それぞれ現代グループと争った末、買収した。また、鄭周永は7人兄弟（六男一女）の長子で、創業後は弟達に系列企業の経営を任せていた。弟達はそれぞれの実子に跡を継がせようと図ったが、甥（周永の子）達が財閥の実権を握り、経済危機や後継争いなどから、離脱して企業グループを形成した。
他の弟達の企業グループには、鄭仁永（次男）の漢拏グループ、鄭順永（三男）の星宇グループがある。なお、鄭相永（六男）のKCCグループは創業時から兄達の現代財閥とは別の独立企業であった。鄭熙永（長女）の嫁ぎ先の韓国フランジ工業も現代財閥の系列ではない。
なお儒教式に一族同世代の者が名に同じ輩行字を当てているが、第一世代の〇永、第二世代の夢〇、第三世代の〇宣、それぞれ兄弟ではなく従兄弟、再従兄弟でも同様のため、日本人の感覚では当人や家族関係を間違える場合があり注意が必要である。

## 関連企業
2024年現在の関連企業は以下の通り。
- 現代エレベーター - エレベーター製造メーカー、持株会社。
- 現代峨山 - 対北朝鮮関連事業および建設事業を担う。
- 現代ムーベックス（Hyundai Movex） - 物流自動化事業、ホームドア製造事業などを担う。
- 現代投資パートナーズ - ベンチャー企業に対する投資および経営・財務コンサルティングを担う。
- 現代経済研究院 - 経済および産業研究、経営コンサルティング、教育研修を担う。
- 現代グローバル - 再生可能エネルギーに関するEPCおよび投資・開発事業を担う。
- エイブル現代ホテル＆リゾート - ホテルおよびリゾート運営を担う。
- ブルームビスタ・ホテル＆カンファレンス（Bloomvista Hotel & Conference） - 観光および宿泊サービス事業を担う。
- 現代ネットワーク - 現代グループ関連企業の経営支援を担う。
- 現代GBFMS - 施設管理、不動産管理などを担う。

## ロゴ

1957年～1974年
1974年～1984年
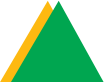
1984年～現在
漢字体ロゴ
ハングル字体ロゴ

## 会社の名称

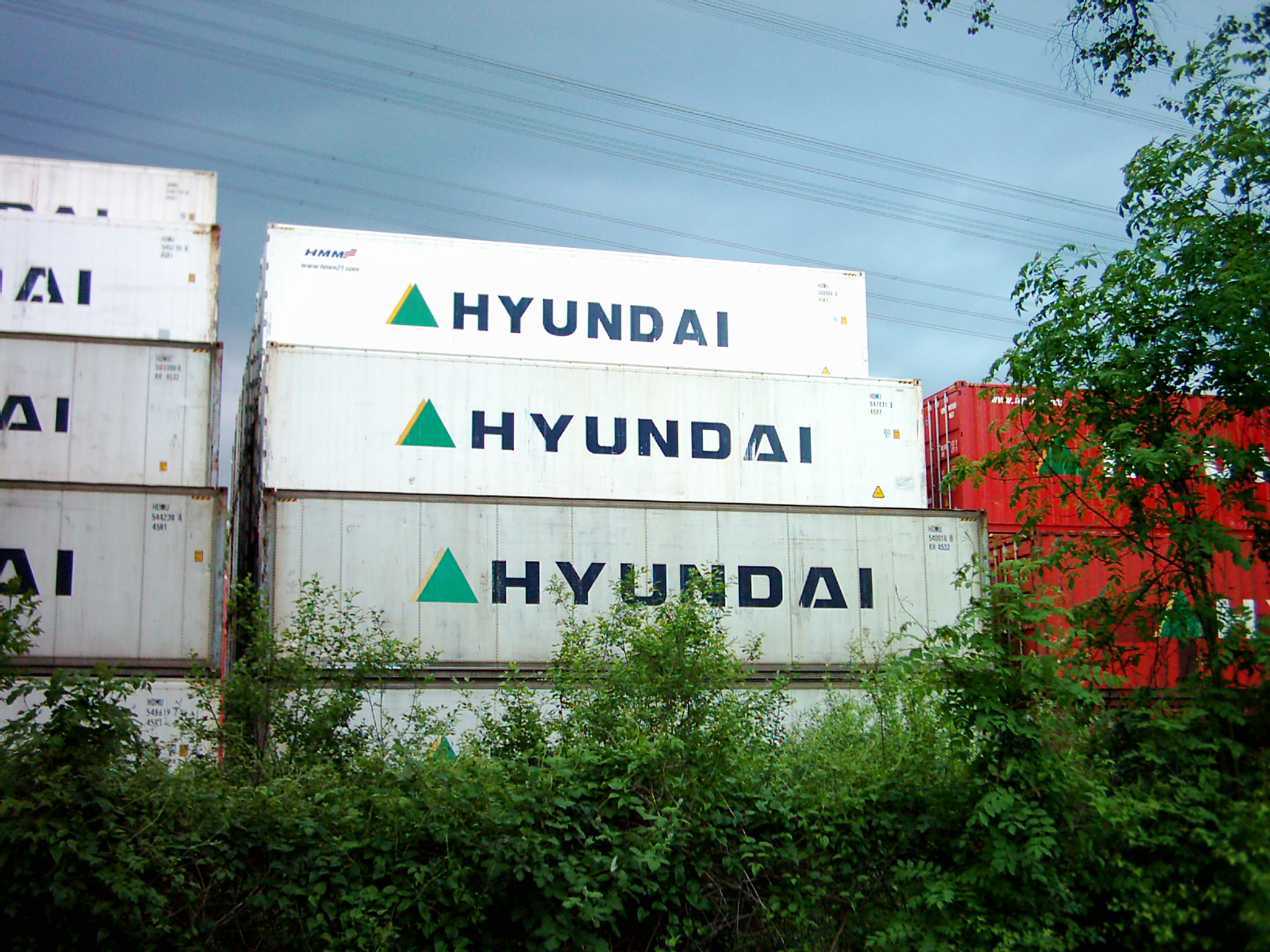
現代商船のコンテナ

日本での呼び名は「ヒョンデ」と「ヒュンダイ」の2種類があるが、前者は韓国語の発音に近い読み方（文化観光部2000年式: “Hyeondae”、マッキューン＝ライシャワー式:“Hyŏndae”）をしたもので、後者は「現代」の韓国式ローマ字表記“Hyundai”を日本語読みしたものであり、語源としては同じである。
英語での発音は様々見られる。
1. [ˈhjʌndeɪ] ヒャンデイ、[ˈhʌndeɪ] ハンデイ
2. [ˈhjʌndaɪ] ヒャンダイ、[ˈhʌndaɪ] ハンダイ
3. [haɪˈuːndaɪ] ハイウーンダイ
4. [hiˈʌndeɪ] ヒアンデイ

なお、現代自動車は100%出資の日本販売法人（ヒュンダイモータージャパン→現代自動車ジャパン→Hyundai Mobility Japan）において当初ブランド名・法人名ともに「ヒュンダイ」を「Hyundai」の正式なカナ表記としていたが、全世界での呼称統一により2022年以降「ヒョンデ」に変更している。ただし変更のタイミングはブランド名と法人名で少なくとも約1年半のズレがあり、ブランド名としては遅くとも2020年9月11日より「#ヒョンデ」のハッシュタグがHMJ公式twitterで用いられ始めた一方、法人名の変更は2022年1月1日である。 
中国語ではシェンタイ（Xiàndài）と発音する。

## 旧傘下企業

### 現代自動車グループ
2000年に現代グループから分離。代表は鄭周永の次男の鄭夢九。主力の現代自動車は世界有数の自動車会社となっている。
主な関連企業
- 現代自動車
- 起亜
- 現代モービス
- 現代ウィア
- 現代製鉄
- 現代ロテム
- 現代建設

### HD現代
2002年に現代グループから分離。旧名称は現代重工業グループ。2022年に、創立50周年を機に社名を変更した。かつては鄭周永の六男の鄭夢準が代表を務めていたが、現在は退任している。鄭夢準は峨山社会福祉財団理事長も務めており、同財団にはソウル峨山病院などの医療施設や福祉機関が所属している。
主な関連企業
- HD現代重工業
- 現代尾浦造船
- 現代三湖重工業
- HD現代オイルバンク

### 現代百貨店グループ
1999年に現代グループから分離。代表は鄭周永の三男の鄭夢根。主力の現代百貨店は、ロッテ百貨店・新世界百貨店とともに韓国の3大デパートの一つ。

### 現代海上火災保険
1999年に現代グループから分離。代表は鄭周永の七男の鄭夢允。韓国最大級の損害保険会社として知られる。

### HDC現代産業開発
1999年に現代グループから分離。代表は現代自動車会長だった鄭世永（四男）の息子である鄭夢奎。2019年アシアナ航空の買収を決定するも翌2020年に白紙化した。また、鄭夢奎は従兄の鄭夢準と同じく大韓サッカー協会会長である。

### 現代商船
2016年に現代グループから分離。同時にHMMへと社名を変更した。